# Opéra-féerie
Opéra-féerie (plural: opéras-féeries) är en fransk genre inom opera eller opéra-ballet, ofta med inslag av magi. I början av 1700-talet med Jean-Philippe Rameaus verk nådde genren sin kulmen med sådan verk som La Belle au bois dormant av Michele Carafa and Cendrillon av Nicolas Isouard i början av 1800-talet.
Andra exempel inom genren är:
- Zémire et Azor (1771), musik av André Grétry
- Cendrillon (1810) och Aladin ou la Lampe merveilleuse (1822), musik av Nicolas Isouard, libretti av Charles-Guillaume Étienne
- Zirphile et fleur de myrte ou cent ans en un jour (1818), musik av Charles-Simon Catel, libretto av Étienne de Jouy och Nicolas Lefebvre
- Le Cheval de bronze (1835), musik av Daniel Auber
- La Fée aux roses (1849), libretto av Jules-Henri Vernoy de Saint-Georges och Eugène Scribe, musik av Jacques Fromental Halévy, Paris, Théâtre de l'Opéra-Comique
- La chatte blanche (1852) av Frères Cogniard
- Les amours du diable (1853), av Jules-Henri Vernoy de Saint-Georges, musik av Albert Grisar, Paris, Théâtre Lyrique
- Le Roi Carotte (1872) och Le Voyage dans la lune (1875), musik av Jacques Offenbach (den senare i samarbete med Victorien Sardou)
- Le roi d'Ys (1878)  av Édouard Lalo, libretto av Édouard Blau;
- Isoline (1888), musik av André Messager;
- Sadko (1896), musik och libretto av Nikolaj Rimskij-Korsakov